# Petre Roman
Petre Roman (Bucarest, Romania 1946), polític romanès, antic Primer ministre d'aquest país des del 22 de desembre de 1989 fins al 16 d'octubre de 1991, expresident del Senat (1996-1999), exministre d'Afers Exteriors (1999-2000) i expresident del Partit Demòcrata (PD) des del 1993 fins al 2001.

## Naixement, estudis i matrimonis
Va néixer el 22 de juliol de 1946 a Bucarest la capital de Romania, aleshores el Regne de Romania. Fill d'en Valter Roman (1913-1983), que fou veterà a la Guerra Civil Espanyola per part de les Brigades Internacionals i d'Hortensia Vallejo, una militant comunista espanyola.
Estudià la primària i la secundària al Gimnàs-Escola Dr.Petru Groza (actualment és una escola d'informàtica). El 1963 ingressà a la Universitat Politècnica de Bucarest, on estudià al Departament d'Energia Industrial, on l'any 1968 es graduà com a cap de promocions al Departament de Centrals Hidroelèctriques.
El 1970 a través d'una beca per estudis de doctorat ingressà a la Universitat Paul Sabatier de Tolosa de Llenguadoc (França), un any més tard obtenia una diploma, i el 1974 presentà la seva tesi doctoral amb el nom de "Aerarea naturală a curgerilor cu suprafaţă liberă" ("La ventilació natural llisca per la superfície lliure"), amb això obtingué el títol de doctor en mecànica de fluids.
Roman ha rebut diversos premis científics, bàsicament sobre l'energia hidroelèctrica i hidràulica.

## Inicis polítics
Durant el comunisme Roman fou membre del Partit Comunista Romanès, però s'hi donà de baixa el 1982, per desacords amb la política de Ceauşescu.
Durant la Revolució Romanesa de 1989 participà en les barricades al centre de Bucarest (21-22 de desembre de 1989). El 22 de desembre fou un dels manifestants que pujà al balcó de la seu del comitè central del PCR. Em mateix dia fou nomenat membre del Consell del Front de Salvació Nacional (organisme polític creat per coordinar l'establiment de la democràcia).

## Primer Ministre (1989-1991)
El 26 de desembre de 1989 fou nomenat Primer ministre de Romania pel Consell del FSN, així es convertí en el primer cap de govern post-revolucionari de Romania. Roman convocà eleccions legislatives per al 20 de maig de 1990. En aquestes eleccions el FSN va obtenir el 85% dels vots, i amb això, el 29 de juny de 1990 fou reelegit Primer Ministre pel parlament i així ja es convertí en el primer cap de govern romanès elegit democràticament des de 1946.
Ja com a Primer Ministre democràtic presentà un paquet amb més de 100 lleis que establien un sistema de mercat econòmic, els fonaments de les institucions democràtiques i l'imperi de la llei. L'agost de 1991 s'aprovà la llei de privatització de les empreses comercials que fins aleshores havien format part de l'estat, tal com havia passat a tots els països excomunistes.
També com a Primer Ministre adoptà moltes lleis de projectes socials, projectes d'urbanisme i reformes i modernitzacions agrícoles. L'1 de novembre de 1990 liberalitzà els visats i una sèrie de béns de consum. A partir de l'1 d'abril de 1991 liberalitzà els altres preus excepte l'energia.
Roman apostà pel liberalisme polític i promulgà l'obertura política del país, sobretot intenisficà els contactes amb l'OTAN, però Romania generava desconfiança tant per part de l'OTAN com de la CEE, sobretot per la seva inestabilitat política i la corrupció.
El setembre de 1991 el seu govern engegà una reforma de la mineria, encara que hagués arribat a acords puntuals amb el sindicat dels miners, aquests es rebel·laren i sortiren als carrers de Bucarest el 27 de setembre de 1991, això provocà indirectament la paral·lització de l'obertura internacional del país i l'ingrés a organismes europeus.
La situació econòmica emipitjorà notablement i la inflació pujà fins al 43%.
Tot això acompanyat de les dures crítiques de l'oposició va desembocar en la seva dimissió (16 d'octubre de 1991).

## Política posterior
Durant el març de 1992 fou un dels principals impulsors de la confrontacíó i la ruptura del FSN. El 7 d'abril de 1992 es dividí el FSN, i la majoria de militants van passar-se al FDSN (més tard el PDSR), però ell no ho va fer.
Es convertí en president del FSN i fou el principat candidat a les eleccions legislatives del 27 de setembre de 1992, però tan sols aconseguiren uns pobres resultats electorals.
El 23 de maig de 1993 impulsà el canvi de nom del Front de Salvació Nacional a Partit Demòcrata. Fou diputat al parlament (1992-1996) on fou membre de la Comissió de Defensa, Ordre Públic i Seguretat Nacional de la Cambra dels Diputats.
El 27 de setembre de 1995 el seu partit fomà el partit Unió Socialdemòcrata (USD), format pel PD a altres partits polítics petits. Arran d'això el partit del govern (que també era socialdemòcrata) va rebre fortes crítiques, llavors Roman s'alià amb el principal partit de l'oposició, la Convenció Democràtica Romanesa.
Roman es presentà a les eleccions presidencials a Romania del 3 i 17 de novembre de 1996, va quedar tercer obtenint el 20,54%, i va ser decisiu a la segon volta, ja que donà suport a Emil Constantinescu, que finalment fou el guanyador.
En les eleccions legislatives del 3 de novembre de 1996 la USD va obtenir 23 diputats i 53 senadors.
L'11 de desembre de 1996 fou elegit President del Senat amb els vots de la CDR, la USD i la UDMR.
Com a president del Senat es mantingué escèptic amb les reformes realitzades pel Primer Ministre Victor Ciorbea.
En clau de partit durant l'any 1998 promulgà i impulsà els projectes socials, i l'orientà cap a una Socialdemocràcia liberal, i així el seu partit ingressà la Internacional Socialista el 1999.
El 22 de desembre de 1999, després de vuit anys torna a entrar al govern, com a Ministre d'Estat i Ministre d'Afers Exteriors. Com a Ministre d'Afers Exteriors intensificà els contactes amb l'OTAN amb qui acordà l'entrada de Romania per al 2004. També ho feu amb la Unió Europea, però no acordà cap data d'ingrés de Romania, tot i que aconseguí importants avenços. Deixà el càrrec el 28 de desembre de 2000 amb la victòria del PDSR i el seu successor fou Mircea Geoană.
Tornà a ser senador pel PD (2000-2004). L'any 2001 deixà la presidència del PD a Traian Băsescu. Băsescu deixa de banda els models socialdemòcrates de Roman i aposta per una conservadorització del partit, aquest fet que va desagradar-li molt, va ser el fet que abandonés el partit l'any 2003, i que fundés un altre partit socialdemòcrata, actualment sense representació parlamentària, el partit Força Democràtica (FD). Des del 2003 fins al 2004 fou senador independent.
El setembre de 2008 va ser nomenat Alt Representant del govern per als romanesos que viuen a l'exterior.